# U 369
U 369 war ein deutsches Unterseeboot der Klasse VII C, welches im U-Boot-Krieg in der Ostsee zu Schulungszwecken verwendet wurde. Es war das vorletzte in Dienst gestellte Typ VII C-U-Boot der Flensburger Schiffbau-Gesellschaft.

## Bau und Geschichte des U-Bootes
U 369 wurde am 25. August 1941 bei der Flensburger Schiffsbau-Gesellschaft, zusammen mit ihren Schwesterbooten U 367, U 368 und U 370 in Auftrag gegeben. Die Kiellegung des Bootes unter dem Namen Neubau 492 begann am 16. Oktober 1942 und der Stapellauf erfolgte am 17. August 1943. Die Indienststellung unter Oberleutnant zur See, später Kapitänleutnant Ludwig Schaafhausen fand am 15. Oktober 1943 statt. Nach der Indienststellung wurden U 369, U 368 und U 367 der 22. U-Flottille in Gotenhafen, der 21. U-Flottille in Pillau und der 23. U-Flottille in Danzig unterstellt und als Schulungs-U-Boote in der Ostsee eingesetzt. Während U 369 und U 368 den Krieg unbeschädigt überstanden, ging U 367 am 15. März 1945 in einem sowjetischen Minenfeld vor Hela verloren.
Das Wappen des Bootes war das Stadtwappen von Soest, welches Kapitänleutnant Schnuck von seinem Zerstörten U 348 mitnahm. Als er sein Boot an die Siegermächte übergab, nahm er das Wappen an sich und versteckte es, um es vor dem Zugriff der Alliierten zu schützen.

## Verbleib
Nach der Kapitulation wurden U 369 und alle anderen U-Boote der Kriegsmarine nach Großbritannien überführt und auf die Häfen Loch Ryan und Lisahally verteilt. Bis zum November 1945 lagen die Boote U 776, U 281, U 299 und U 369 zusammen in Loch Ryan vertäut. Am 30. November 1945 wurde U 369 in Schlepp der britischen Fregatte HMS Rupert (K.561) genommen und zur Versenkungsposition gebracht. Doch das U-Boot war bereits im Sinkzustand und konnte nicht mehr gehalten werden, was die Briten veranlasste, das Boot mit Artilleriefeuer der HMS Onslaught (G.04) zu versenken. Die Position des Wrackes ist 55°31,40' N-07°27,40' W im ehemaligen Marineplanquadrat AM 5379.